# Moscow Rachmaninov Trio
Das Moscow Rachmaninov Trio ist ein 1994 aus dem Moskauer Ensemble für zeitgenössische Musik hervorgegangenes Klaviertrio. Zu dessen Mitgliedern gehören Victor Yampolsky (Klavier), Mikhail Tsinman (Violine) und Natalia Savinova (Cello). Das Trio ist nach dem russischen Komponisten Sergei Rachmaninow benannt.

## Diskographie (Auswahl)
- Groupe Lacroix, The Composer Group, Creative Works Records 1997
- Sergei Rachmaninow, Trios, Hyperion Records 2000
- Dmitri Schostakowitsch: Piano Trios No. 1 & 2 / Sonata for Cello and Piano in D minor, Tudor 2006
- Franz Schubert, Piano Trios, Tudor 2015